# Sacide Taşaner
Sacide Taşaner (* 14. Mai 1960 in Isparta) ist eine türkische Schauspielerin.

## Leben und Karriere
Taşaner wurde am 14. Mai 1960 in Isparta geboren. Sie studierte an der Bahçeşehir Üniversitesi. Ihr Debüt gab sie 2003 in der Fernsehserie Şıh Senem. 2015 war Taşaner in der Serie Kırgın Çiçekler zu sehen. Anschließend spielte sie 2020 in der Serie Ramo die Hauptrolle. Unter anderem wurde sie 2021 für die Serie İlk ve Son gecastet. Außerdem trat Taşaner 2022 in Annenin Sırrıdır Çocuk auf.

## Filmografie (Auswahl)
Filme
- 2011: Dedemin İnsanları
- 2014: Neden Tarkovski Olamıyorum
- 2016: Ateş
- 2016: Benim Adım Feridun
- 2023: Aaahh Belinda

Serien
- 2003: Şıh Senem
- 2005: Kezban Yenge
- 2006: Maçolar
- 2007: Hakkını Helal Et
- 2008: Doğruluk Ekseni
- 2009: Sakarya Fırat
- 2009: Bir Bulut Olsam
- 2014: Kurt Seyit ve Şura
- 2015: Kırgın Çiçekler
- 2020: Ramo
- 2021: İlk ve Son
- 2022: Annenin Sırrıdır Çocuk